# Delphinium vestitum
Delphinium vestitum är en ranunkelväxtart som beskrevs av Nathaniel Wallich. Delphinium vestitum ingår i släktet storriddarsporrar, och familjen ranunkelväxter. Inga underarter finns listade i Catalogue of Life.